# 大洋黑鱈
大洋黑鱈，又作楚氏黑鱈，為輻鰭魚綱鱈形目黑鱈科的其中一種，分布於全球三大洋海域，為深海魚類，深度991-3000公尺，體長可達28公分，棲息在底層水域，生活習性不明。